# Sd.Kfz. 254
El Mittlerer Gepanzerter Beobachtungskraftwagen Sd. Kfz. 254 fou un vehicle blindat mitjà de reconeixement utilitzat per Wehrmacht a la Segona Guerra Mundial.

## Història
El 1936, un tractor d'artilleria amb la designació RR-7/2 va ser dissenyat per Saurer per a l'exèrcit austríac. Va superar la fase de proves el 1937 i es va començar a fabricar el 1938. Es van fer 12 unitats abans de l'annexió d'Àustria per part d'Alemanya. Després d'això la Wehrmacht va adoptar el model i va utilitzar el xassís per desenvolupar un transport de tropes lleuger.
Aquest disseny, però, es va descartar el 1940, i es va reconvertir en un vehicle de reconeixement equipant-lo amb un equip de radio. Se li va donar una nova designació, RK-7 (Räder-Klettenfahrgestell), però va ser anomenat Sd.Kfz. 254 per la Wehrmacht. Es van arribar a produir 140 unitats. La majoria van ser utilitzats al front oriental, però alguns es van reconvertir a observadors artillers i van ser utilitzats pels Afrika Korps.
El més inusual del Sd.Kfz. 254 és el seu sistema de rodes i erugues. A camp a través utilitza les erugues per moure's més fàcilment, però en carretera pot desplegar quatre rodes que porta als laterals, cosa que li permet desplaçar-se més ràpid.

## Tank Svobody
El 1950, el mecànic Václav Uhlík de la República Txeca trobà les restes d'un Sd.Kfz. 254. El va reparar i reconvertir en un transport blindat, que al 25 de juliol de 1953 va utilitzar per travessar tres fronteres i penetrar 30 quilòmetres a l'Alemanya Occidental. Allà va demanar asil i posteriorment emigrar als Estats Units, on el vehicle va ser exposat com al "Tanc de la Llibertat" (Tank Svobody en txec). Actualment és propietat d'una col·lecció privada.